# Битва за Пешавар (1001)
Битва за Пешавар — сражение, произошедшее 27 ноября 1001 года между войском Газневидов во главе Махмудом Газневи и армией индуистской династии Шахи во главе с Джайпалой. Это первое из многих крупных сражений в экспансии империи Газневидов на Индийский субконтинент.
В 997 году преемник Сабук-тегина, основателя государства Газневидов, Махмуд Газневи начал энергично расширять свои владения и поклялся вторгаться в Индию каждый год, пока северные земли не станут его собственностью. В 1001 году он прибыл в Пешавар с отборной группой из 15 000 кавалеристов и большим отрядом гази и афганцев. Это положило начало борьбе с индуистским королевством Шахи. 
Рассказ о битве между вторгшимися тюркскими Газневидами и царством Шахи был дан Аль-Утби в «Тарих Ямини». По словам Аль-Утби, по прибытии в Пешавар Махмуд разбил свою палатку за пределами города. 27 ноября 1001 состоялась битва. Правитель королевства Шахи Джаяпала некоторое время уклонялся от боя в ожидании подкрепления, и тогда Махмуд принял решение атаковать. Джаяпала двинул вперёд свою кавалерию и слонов, но его армия потерпела сокрушительное поражение.
Согласно источникам, Джаяпала вместе с членами своей семьи был захвачен в плен. Победителям достались ценные украшения, в том числе ожерелье большой ценности, принадлежавшее Джаяпале. Число погибших индусов колебалось от 5000 до 15 000. После этого вплоть до 1026 года Махмуд из Газни совершил еще 16 походов на Индостан.
Позже Махмуд завоевал верховья Инда, а затем в 1007 году разбил сына Джаяпалы Анандапалу в битве при Чаче.